# Pancéřníček Sterbův
Pancéřníček Sterbův (Corydoras sterbai) patří k poměrně větším druhům pancéřníčků. Dorůstá 6–8 cm. Tento pancéřníček je v přední části těla bíle skvrnkovaný (podklad je šedý) a v zadní části skvrnky přechází v pruhy. Prsní ploutve mají obvykle žluté.

## Chov
Tento druh pancéřníčka by se měl chovat v minimálně 80litrové nádrži v počtu min. 6 a více kusů ideální je ovšem chov o 10 a více kusech. Jako ostatní pancéřníčci vybírá nečistoty ze dna. Lze krmit vločkovým, mraženým i živým krmivem. Patří mezi velmi žravé ryby.

## Jméno
Druhové jméno pancéřníčka bylo zvoleno na počest Dr. Günthera Sterby, emeritního profesora zoologie na univerzitě v Lipsku, člena Královská švédská akademie věd. Profesor Sterba je profesí ichtyolog, který napsal několik dosti populárních knih, které v sedmdesátých a osmdesátých letech akvaristé považovali za bible. Anglicky vyšly pod tituly Freshwater Fishes of the World, Aquarium Care a (s Dickem Millsem) The Aquarists' Encyclopedia.